# 信都县 (西汉)
信都县，中国古县名。 
西汉置，治所在今河北省冀州市。先后为广川国、信都郡、乐成国、安平国、长乐国治。三国曹魏后为冀州治。隋朝大业二年（606年）省入长乐县。唐朝初年，复改长乐县置，天祐二年（905年）改为尧都县，寻复旧，仍为冀州治。明朝洪武六年（1373年），省入冀州。